# Schöningen
Schöningen là một thành phố có khoảng 13.000 dân (2005) ở huyện Helmstedt, Lower Saxony, Đức. Đô thị này có diện tích 35,36 km². Đô thị như hiện nay đã được lập năm 1974 thông qua việc sáp nhập các đô thị Esbeck, Hoiersdorf, và Schöningen.
Schöningen tọa lạc bên con đường khung cảnh Đức.
Công nghiệp chính ở Schöningen là ngành khai thác lignite, dùng để phát điện tại nhà máy Buschhaus.

## Kết nghĩa
- Beni Hassen, Monastir Governorate, Tunisia
- Oschersleben, Đức
- Outokumpu, Phần Lan
- Zolochiv, Ukraina